# Transports en Haïti
 (octobre 2012).

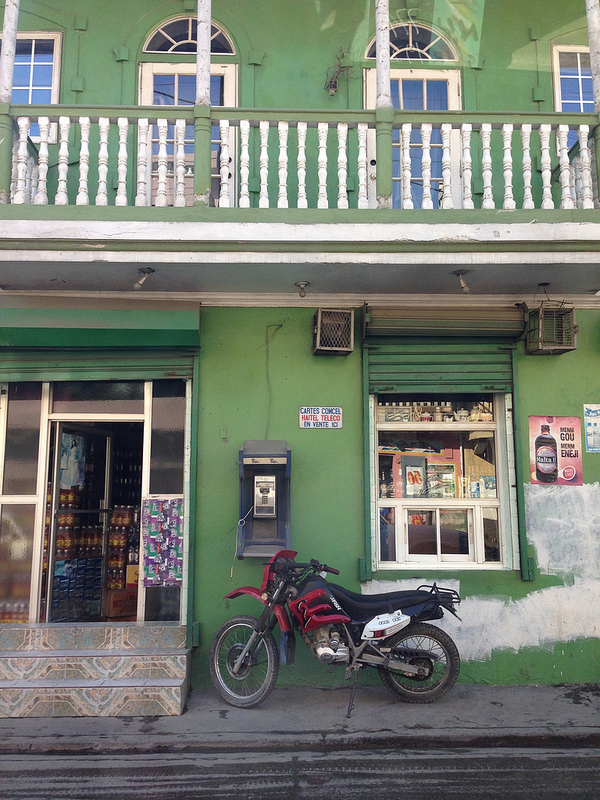
Scène de rue à Cap-Haïtien

Tous les principaux transports en Haïti sont situés à proximité ou fonctionnent dans la capitale, Port-au-Prince.

## Les routes
Le réseau des routes d'Haïti est structuré en trois types principaux : les routes nationales, départementales et communales. 
Au niveau juridique, seul le terme de route nationale et de route départementale est reconnu. C'est de Port-au-Prince que partent l'essentiel des routes stratégiques du territoire. Les Route Nationale no 1 et Route Nationale no 2 démarrent à l'intersection du boulevard Jean-Jacques Dessalines et de l'autoroute de Delmas situé sur l'ancien aéroport.

### Les routes nationales
- la Route Nationale no 1 (RN1) file vers le nord, en passant par Saint-Marc et Les Gonaïves pour aboutir à Cap-Haïtien (Rue 22).

- la Route Nationale no 2 (RN2) est communément appelée «Boulevard Jean-Jacques Dessalines" à Port-au-Prince et "Route du Sud" en dehors de la région de la capitale. Après s'être dirigée vers le sud à travers le centre de Port-au-Prince, elle se déplace vers l'ouest à travers les quartiers occidentaux de la capitale, puis à Petit-Goâve et Aquin pour aboutir à Les Cayes (Avenue des Quatre Chemins). Cependant, son «extension», se poursuit vers le sud-ouest près de la mer au sud de Port-Salut.

- la Route Nationale no 3 (RN3) commence là où la RN1 se dirige au nord-ouest de Bon Repos, non loin au nord de la plaque tournante du réseau routier. La RN3 se déplace au nord-est, traversant le Plateau Central via Mirebalais et Hinche avant de finalement rejoindre la RN1 au Cap-Haïtien.

- la Route Nationale no 4 (RN4) bifurque à partir de la RN2 au Carrefour du Fort, au sud de Léogâne. Communément appelée « Route de l'Amitié », la RN4 franchit le Massif de la Selle. Celle-ci continue en lacets jusqu'à son arrivée dans le centre-ville de Jacmel.

- la Route Nationale no 5 (RN5) se détache de la RN1 sur le bord nord-est des Gonaïves, en direction du nord puis du nord-ouest par Gros-Morne avant de se terminer à l'extérieur de Port-de-Paix, près de l'aéroport.

- la Route Nationale no 6 (RN6) bifurque à partir la RN3 à l'entrée sud-est du Cap-Haïtien. Elle continue vers le nord-est jusqu'à la frontière avec la République dominicaine à Ouanaminthe, pour aboutir au pont franchissant la Rivière du Massacre.

- la Route Nationale no 7 (RN7) commence avant l'Avenue des Quatre Chemins aux Cayes, en direction du nord-ouest sur la péninsule de Tiburon jusqu'à la périphérie de Jérémie.

- la Route Nationale no 8 (RN8) est de loin la plus courte des routes nationales. Elle rompt la RN1 à Carrefour à la Croix-des-Missions. Vers l'est, elle traverse Croix-des-Bouquets, longe la rive sud de l'Étang Saumâtre, et se termine à la Malpasse frontière avec la République dominicaine.

La maintenance pour la RN1 et RN2 écoulée après le coup de 1991, a incité la Banque mondiale à prêter 50 millions de dollars pour la réfection des routes désignées. Le projet a été annulé en janvier 1999. La Banque mondiale, qui considère l'annulation de ces projets a ruiné les infrastructures routières dans la création de la FER (Fonds d'Entretien des Routes) en 2003, c'était une façon de réduire la corruption, obtenir des locaux pour les compagnies concernées, et ne s'arrête pas aux travaux en raison de la contestation politique. 
Le président René Préval dans sa campagne pour ses seconds termes a juré sur ces maillages routiers pour reconstruire la majorité de ces routes qui se dégradent rapidement et de construire une nouvelle qui permettrait au pays d'aller de l'avant, quand il ne pouvait pas obtenir de fonds auprès de la Banque mondiale, il a littéralement et prié les donateurs étrangers pour l'assister ce qui a été fortement critiqué par de nombreux politiciens dans les médias, mais a été grandement embrassé par une population espérant voir la route goudronnée arriver dans leur ville. Par conséquent l'Union européenne a promis d'aider à construire la RN6 et la RN3. 
Dans le même temps le prêt de la Banque mondiale entre Haïti et les États-Unis a été de 200 millions de dollars pour reconstruire la RN2, à partir de la rivière Froide qui était le point de départ de la RN2 sur tout le chemin vers Aquin et de réparation sur la RN1 à partir de Titanyen jusqu'à Cap-Haïtien. 
L'ouragan de 2008 a été un revers majeur, de nombreux ponts s'étant écroulés ou souffrant d'importants dégâts avaient besoin immédiatement de réparation. La plupart de ces œuvres sur les RN1 et RN2 qui étaient déjà arrêtés ont subi un revers majeur lors du séisme du 12 janvier 2010. Pour la construction de la RN7, l'engagement du Canada a été de 31 millions de dollars pour la construction de la route qui a débuté en 2009, il a souffert d'un revers majeur en raison du tremblement de terre aussi.

### Les routes départementales
Elles partent des routes nationales et relient des centres urbains ensemble.

### Les routes communales
Elles partent des routes nationales ou départementales et relient des centres urbains. Leur référence est composée souvent de 3 chiffres dont le premier est lié à la route nationale dont elles partent.

### Statistiques
- Total routes : 4,370 km
- Routes asphaltées : 1,714 km
- Routes non revêtues : 2,656 km (est. 2011)

### Transport en commun
Le transport public est essentiellement privé en Haïti, il était auparavant une entreprise individuelle, avec la nouvelle génération d'entrepreneurs, c'est surtout l'association. La forme la plus commune des transports en commun en Haïti est l'utilisation de camionnettes peintes de couleurs vives comme les taxis appelés « tap-tap ». 
Ils sont nommés ainsi parce que quand un passager a besoin de s'arrêter, on tape sur le côté du véhicule et le chauffeur s'arrête généralement. La plupart des tap-taps sont assez bon marché à environ 10-15 gourdes par tour dans la ville. La particularité est que le pilote sera souvent remplir un camion à sa pleine capacité, c'est-à-dire près de 20-30 personnes. Le gouvernement a tenté plusieurs fois de restructurer le transport en commun en y instaurant des bus : en 1979, un contrat entre le gouvernement et l'Association des conducteurs créant la société Conatra a échoué rapidement à cause des sabotages et d'un mauvais entretien des véhicules. En 1998, une autre tentative a été faite avec plus de services pour les élèves et enseignants. 
Des sabotages, un mauvais entretien et le renversement d'Aristide en 2004 ont compromis l'effort, en 2006, au retour de Préval au pouvoir, un autre effort a été fait pour récupérer la majorité de la trame de bus, et un cadeau de 300 nouveaux autobus de Taïwan a été nécessaire. Les Mini-Van sont souvent utilisés pour couvrir les villes à proximité de Port-au-Prince, comme Pétion-Ville, Jacmel, Léogâne et d'autres. Aujourd'hui, sur toute la presqu’île, la moto est largement utilisée comme moyen de déplacements et de transport divers. Malheureusement pour l’heure, aucune législation n’est en vigueur pour la règlementation de ce secteur qui cause quand même beaucoup de torts à la population à cause des accidents régulièrement enregistrés. Il faut aussi noter que certaines institutions comme la Protection Civile, Haititrafic, et SOS Accident pour ne citer que ceux-là, lancent quotidiennement des appels à la prudence pour essayer d’éviter le pire à ces usagers qui utilisent la moto comme forme de taxi.

## Le transport ferroviaire
Ce type de transport se développa au cours de la seconde moitié du XIXe siècle et se déclinait en réseau urbain de type tramway à Port-au-Prince et en réseau régional de type train sur l'ensemble du pays.
Faute de volonté politique et aussi par manque de moyens financiers, le réseau de tramway s'arrêta de fonctionner avant la Seconde Guerre mondiale et le réseau ferré cessa de fonctionner vers 1960.
Même s'il n'y a jamais eu de liaison ferroviaire entre Haïti et la République dominicaine, cette dernière projette de reconstituer son réseau national, en y associant Haïti. Ainsi, les autorités dominicaines envisagent la construction d'un réseau transnational desservant des villes haïtiennes, notamment une ligne entre les deux capitales, Port-au-Prince et Saint-Domingue.

## Le transport maritime
Le port international de Port-au-Prince enregistre beaucoup plus de fret que les autres ports du pays. Mais les installations sont obsolètes, et sous-utilisées, probablement en raison des coûts de manutention considérablement élevés par rapport aux ports de la République dominicaine.
Le port de Saint-Marc est actuellement la porte d'entrée privilégié pour les biens de consommations entrant en Haïti. Son emplacement central par rapport aux autres ports haïtiens comme Port de Cap-Haïtien, Carrefour, Delmas, Verrettes (Désarmes), Fonds-Parisien, Fort-Liberté, Les Gonaïves, Hinche, Limbé, Pétion-Ville, Port-de-Paix et Verrettes le privilégie. Ces villes, ainsi que les zones environnantes, comptent environ six millions d'habitants sur les huit millions d'haïtiens.
Les îles comme l'Île-à-Vache, l'île de la Tortue, Les Cayemites (la petite et la grande îles) et La Gonâve sont accessibles uniquement par bateau à voile. D'autres villes côtières comme Jérémie sont encore accessibles pour la plupart par ferry, mais la construction de la RN7 a amélioré son accès terrestre. Les majorités des villes près de la côte sont également accessibles par petit voilier. Mais la surcharge des embarcations effectuant le transport de passagers entraîne régulièrement des naufrages comme celui du « Neptune » en 1993 qui effectuait la liaison entre Port-au-Prince et Jérémie, causant 276 morts et 800 disparus. Cet accident est considéré comme le plus grand désastre maritime d'Haïti. En 1997, « Fierté Gonavienne » effectuant la traversée entre Anse-à-Galets (La Gonâve) et les environs de Cabaret coule à son tour avec à son bord plus de 500 passagers,.

### Statistiques
Moins de 100 km navigables

### Ports
Cap-Haïtien, Les Gonaïves, Jacmel, Jérémie, Les Cayes, Miragoâne, Port-au-Prince, Port-de-Paix, Saint-Marc, Fort-Liberté

### Histoire
Haïti compte parmi les pays les plus anciens pour les récits maritimes des Amériques.
Le Panama Canal Railway a constitué une ligne maritime avec trois paquebots qui faisaient escale à New York (États-Unis), Port-au-Prince et Cristóbal (Panama). La compagnie a possédé des installations portuaires à Port-au-Prince et leurs paquebots s'y arrêtaient.
Les trois paquebots étaient les suivants :
- SS Panama (1939), voyage inaugural 26 avril 1939 ;
- SS Ancon (1939), voyage inaugural 22 juin 1939 ;
- SS Cristobal (1939), voyage inaugural 17 août 1939.

## Le transport aérien

### Les vols internationaux
L'Aéroport international Toussaint Louverture (anciennement connu sous le nom d'Aéroport International de Port-au-Prince), qui a ouvert en 1965 (Aéroport International François Duvalier), est situé à 10 km au nord / nord-est de Port-au-Prince. Les vols internationaux du pays sont assurés principalement par l’aéroport international de  Port-au-Prince et celui du Cap-Haïtien.  Air Haïti, Tropical Airways et une poignée de grandes compagnies aériennes à partir de l'Europe, les Caraïbes et les Amériques desservent l'aéroport.

### Les vols intérieurs
Ils sont disponibles grâce à Sunrise Airways qui est la plus grande compagnie aérienne d'Haïti pour l'offre grand public, ainsi que les vols charters. Ils partent de l'Aérogare Guy Malary, situé à côté de l'aéroport de Port-au-Prince.

### Statistiques
Aéroports
14 (2007 est.)
Aéroports - avec pistes pavées
- Total : 4
- 2 438 à 3 047 m : 1
- 914 à 1 523 m : 3 (est. 1999)

Aéroports - avec pistes non goudronnées
- Total : 10
- 914 à 1 523 m : 1
- Moins de 914 m : 9 (est. 2007)

## Chemins de fer
Le chemin de fer a existé en Haïti entre 1876 et 1991. Haïti est connu pour être le premier pays dans les Caraïbes à avoir possédé un système  ferroviaire en milieu urbain à Port-au-Prince. Plus tard, un projet qui était censé être géré par la société Mc Donald, prévoyait une ligne entre Port-au-Prince et Cap-Haïtien, et une autre  de Port-au-Prince aux Cayes, mais n'a pas été terminé. La plupart des exploitations ferroviaires en Haïti ont fait faillite, et l'entreprise qui en avait financé la construction a dû également fermer.